# Tórtora fosca
La tórtora fosca (Streptopelia lugens) és una espècie d'ocell de la família dels colúmbids (Columbidae) que habita boscos, terres de conreu i ciutats principalment a l'Àfrica oriental, des del sud-oest de la Península Aràbiga cap al sud, per Etiòpia, Eritrea, nord-oest de Somàlia, est de la República Democràtica del Congo, Ruanda, Burundi, Uganda, Kenya, Tanzània i nord de Malawi.